# Hello Rockview
Hello Rockview é o terceiro álbum de estúdio da banda americana de ska punk Less Than Jake, lançado em 6 de Outubro de 1998. É o primeiro álbum com o trombonista Pete Anna.
O encarte do CD é notável por estar no formato de uma história em quadrinhos. O estilo lembra Dick Tracy. Cada página é uma música diferente, com os balões e diálogos sendo as letras das músicas. Embora as letras apareçam na ordem correta, as faixas estão em ordem distinta da ordem real.
A música "All My Best Friends Are Metalheads" aparece na trilha sonora de Digimon: O Filme.
O álbum chegou a 80ª posição na parada da Billboard. A faixa "History of a Boring Town" foi tocada nas rádios com razoável frequência e chegou a 69ª posição na Billboard Hot Modern Rock Tracks 

## Faixas
1. "Last One Out of Liberty City" – 2:02
2. "Help Save the Youth of America from Exploding" – 2:54
3. "All My Best Friends Are Metalheads" – 3:31
4. "Five State Drive" – 2:49
5. "Nervous in the Alley" – 2:54
6. "Motto" – 3:14
7. "History of a Boring Town" – 3:22
8. "Great American Sharpshooter" – 1:28
9. "Danny Says" – 2:51
10. "Big Crash" – 2:43
11. "Theme Song for H Street" – 2:44
12. "Richard Allen George... No, It's Just Cheez" – 1:45
13. "Scott Farcas Takes it on the Chin" – 2:34
14. "Al's War" – 3:04
15. "I Think I Love You" (faixa bônus japonesa) - 2:05

## Créditos
- Chris Demakes - guitarra, vocais
- Roger Manganelli - baixo, guitarra, vocais
- Vinnie Fiorello - bateria, letras
- Pete Anna - trombone
- Derron Nuhfer - saxophone barítono
- Howard Benson - Teclados adicionais